# Weidenmühle (Lichtenau)
Weidenmühle (fränkisch: Weidnmil) ist ein Gemeindeteil des Marktes Lichtenau im Landkreis Ansbach (Mittelfranken, Bayern). Weidenmühle liegt in der Gemarkung Unterrottmannsdorf.

## Geografie
Die Einöde liegt am Zandtbach. Gemeindeverbindungsstraßen führen zur Zandtmühle (0,9 km westlich), nach Unterrottmannsdorf zur Kreisstraße AN 14 (0,7 km nordwestlich) und direkt zur AN 14 (0,6 km nordöstlich).

## Geschichte
Der Ort wurde 1439 als „Weydenmul“ erstmals urkundlich erwähnt. Das Bestimmungswort des Ortsnamens ist die Baumgattung Weide.
Gegen Ende des 18. Jahrhunderts gehörte die Weidenmühle zur Realgemeinde Unterrottmannsdorf. Sie hatte den Ansbacher Eigenherrn von Förster als Grundherrn. Bei der Vergabe der Hausnummern Anfang des 19. Jahrhunderts bekam das Anwesen die Hausnummern die Nr. 18 und 19 des Ortes Unterrottmannsdorf.
Im Rahmen des Gemeindeedikts wurde Weidenmühle dem 1808 gebildeten Steuerdistrikt Sachsen und der 1810 gegründeten Ruralgemeinde Sachsen zugeordnet. Mit dem Zweiten Gemeindeedikt (1818) wurde Weidenmühle in die neu gebildete Ruralgemeinde Unterrottmannsdorf umgemeindet. Diese wurde am 1. Januar 1972 im Zuge der Gebietsreform in Bayern in die Gemeinde Lichtenau eingegliedert.
Bis 1970 war sie als Mehl- und Sägemühle in Betrieb.

### Baudenkmal
- Ehemalige Wassermühle: zweigeschossiger Satteldachbau, Fachwerkgiebel verputzt, 1825, älterer Kern; Scheune, massiver Satteldachbau, bezeichnet 1844; Nebengebäude mit Durchfahrt, Satteldachbau mit Fachwerkgiebel, zweite Hälfte des 19. Jahrhunderts.[11]

### Einwohnerentwicklung
| Jahr      | 001818 | 001840 | 001861 | 001871 | 001885 | 001900 | 001925 | 001950 | 001961 | 001970 | 001987 |
| Einwohner | 6      | 9      | 9      | 11     | 7      | 11     | 10     | 13     | 6      | 5      | 5      |
| Häuser    | 1      | 2      |        |        | 2      | 1      | 1      | 1      | 1      |        | 1      |
| Quelle    | [ 13 ] | [ 14 ] | [ 15 ] | [ 16 ] | [ 17 ] | [ 18 ] | [ 19 ] | [ 20 ] | [ 21 ] | [ 22 ] | [ 1 ]  |

## Religion
Der Ort ist seit der Reformation evangelisch-lutherisch geprägt und nach St. Alban (Sachsen bei Ansbach) gepfarrt. Die Einwohner römisch-katholischer Konfession sind nach St. Johannes (Lichtenau) gepfarrt.